# Emblyna borealis
Emblyna borealis là một loài nhện trong họ Dictynidae.
Loài này thuộc chi Emblyna. Emblyna borealis được Octavius Pickard-Cambridge miêu tả năm 1877.